# 七裂槭
七裂槭（学名：Acer heptalobum）为无患子科槭属的植物，是中国的特有植物。分布于中国大陆的云南等地，生长于海拔2,500米至3,100米的地区，常生于混交林中，目前尚未由人工引种栽培。